# Université fédérale de l'Acre
L'université fédérale de l'Acre (UFAC, en portugais Universidade Federal do Acre) est une université brésilienne dont les campus sont situés dans les villes de Rio Branco, Cruzeiro do Sul et Brasiléia (Acre). 
L'UFAC est subordonnée au Ministère de l'éducation. Créée sur la triple base de l'enseignement, de la recherche et de leurs extensions, elle vise à produire, systématiser et diffuser les connaissances pour former des citoyens critiques et actifs au développement de la société. 

## Histoire
L'histoire du cours de droit de l'UFAC est étroitement liée à la fondation de l'université. En mars 1964, la Faculté de droit a été créée, par un décret d'État, et la Faculté des sciences économiques peu après. En 1970, la création du Centro Universitário do Acre (« Centre universitaire de l'Acre ») a été officialisée avec les cours de l'institution en sciences sociales, littérature, mathématiques et pédagogie. L'année suivante, elle est devenue la Fundação Universidade do Acre (« Fondation Université de l'Acre ») et, en 1974, l'Universidade Federal do Acre. La fédéralisation de l'Université de l'Acre a été officialisée simultanément, par la loi no 6025.

## Enseignement
L'UFAC propose des études de premier cycle et des cycles supérieurs. Les cours de premier cycle proposent 21 cours de premier cycle et 23 baccalauréats, soit un total de 44 cours universitaires réguliers. Dans les cours de troisième cycle, des cours lato sensu et stricto sensu sont proposés, avec 19 maîtrises et 4 doctorats.

## Personnalités
- Marina Silva, militante écologiste et femme politique brésilienne, a fait ses études supérieures à l'UFAC[4].